# Symploce macroptera
Symploce macroptera är en kackerlacksart som först beskrevs av Walker, F. 1868.  Symploce macroptera ingår i släktet Symploce och familjen småkackerlackor. Inga underarter finns listade i Catalogue of Life.